# Jozef Lootens
Jozef Lootens (Oostrozebeke, 8 april 1882 - 16 maart 1955) was een Belgisch brouwer, bewonderaar van Cyriel Verschaeve en mecenas.

## Levensloop
Lootens, zoon van Jules Lootens, doorliep de humaniora aan het Sint-Amandscollege in Kortrijk, waar hij Robrecht De Smet en Caesar Gezelle als leraars had. Zijn oom was de activist Victor (ook bekend als Zeger) Lambrecht.
Hij vestigde zich als brouwer in zijn geboortedorp. Zijn huis werd een centrum van Vlaamsgezind cultureel leven. Ernest Brengier, Jan Craeynest, Robrecht De Smet en Cyriel Verschaeve waren er vaak te gast.
In 1908 begon zijn vriendschap met Cyriel Verschaeve, die onverminderd verder groeide. In 1911 en 1923 bemiddelde hij tussen zijn vriend en het bisdom, teneinde hem een rustige kapelanie te bezorgen, waar hij zich hoofdzakelijk aan het schrijven kon wijden.
Na de Eerste Wereldoorlog, hiertoe aangezet door Verschaeve, stond hij in 1921 als tweede op de lijst van de Frontpartij voor de wetgevende verkiezingen in het arrondissement Tielt, na Joris van Severen. Hij werd niet verkozen en liet het bij die ene kandidatuur.
In de jaren 1930 trad hij op als mecenas voor Martha Vande Walle, bij de oprichting door haar van de uitgeverijen Wiek Op (voor Vlaamse schrijvers) en Zeemeeuw (uitsluitend voor werk van Cyriel Verschaeve). Vanaf 1934 werden de verzamelde werken van deze schrijver ter gelegenheid van zijn zestigste verjaardag gepubliceerd. 
Hij steunde ook het beeldhouwwerk van Verschaeve en bouwde in zijn tuin in 'De Visscherie' in Oostrozebeke een villa met de naam Musis Sacrum, waar de afgietsels van Verschaeves beelden werden bewaard en tentoongesteld.
Eenmaal waagde hij zich op het literaire pad, door van de Gudrun van Albrecht Rodenbach een operalibretto te maken. Ernest Brengier (1873-1940) componeerde de muziek. De opera werd in 1934-35 uitgevoerd in Gent en Antwerpen.
Zijn vriendschap met de nazisympathisant Verschaeve bleef na de Bevrijding niet zonder gevolgen en zijn woning werd aangevallen. Hij had zijn voorzorgen genomen en had zijn omvangrijk archief en bibliotheek tijdig in veiligheid gebracht. Na zijn dood werd deze verzameling de basis voor het Verschaevearchief dat door Martha Vande Walle werd opgericht.
Na de oorlog namen hij en zijn zus deel aan de oprichting van  de Stichting ter bescherming van het cultureel erfgoed, een neutraal klinkende naam voor wat in feite een eerste initiatief was om de persoon en het werk van Cyriel Verschaeve opnieuw bespreekbaar te maken. Tot het comité van deze stichting traden onder meer Stijn Streuvels en Antoon Vander Plaetse toe.
Net voor zijn dood werd het Jozef en Maria Lootensfonds opgericht. Het doel was alles van en over Verschaeve te verzamelen, te bewaren en te bestuderen. De vereniging kon moeilijk de naam dragen van de terdoodveroordeelde en naar Oostenrijk gevluchte Verschaeve en de naam Lootens bleek een goed alternatief. Des te meer omdat ruime financiële middelen voor de vzw door broer en zus Lootens werden ter beschikking gesteld.

## Maria Lootens
Maria Lootens (Oostrozebeke, 1 december 1884 - 9 augustus 1969), zus van Jozef Lootens, net als hij ongehuwd gebleven, steunde hem in zijn Vlaamsvoelende activiteiten en vooral in zijn ondersteuning van Verschaeve en van zijn nagedachtenis. Ze hielp hem in het samenbrengen van wat het Verschaeve-archief zou worden.
In de uitgeverijen van Martha Vande Walle werkte ze op bescheiden manier mee. Zij was het die de financiële middelen beschikbaar stelde, na het overlijden van haar broer, voor de verdere uitbouw van de vzw die hun naam droeg.

## Publicatie
- Gudrun, scenario naar het werk van Albrecht Rodenbach, op muziek gezet door Ernest Brengier.